# Rude Awakening (Prong)
Rude Awakening è il quinto album in studio del gruppo musicale statunitense Prong, pubblicato nel 1996 dalla Epic Records.

## Tracce
1. Controller – 3:39
2. Caprice – 2:46
3. Rude Awakening – 4:18
4. Unfortunately – 3:08
5. Face Value – 4:09
6. Avenue of the Finest – 3:37
7. Slicing – 3:27
8. Without Hope – 3:12
9. Mansruin – 3:29
10. Innocence Gone – 3:10
11. Dark Signs – 3:21
12. Close the Door – 4:05
13. Proud Division – 5:45

## Formazione
- Tommy Victor - chitarra, voce
- Paul Raven - basso
- Ted Parsons - batteria